# Якушева Юлія Іванівна
Юлія Іванівна Якушева (4 квітня 1973, Калинівка, Вінницька область, Українська РСР) — український волейбольний тренер, колишня волейболістка. Майстер спорту України. Кандидат біологічних наук. Очолює жіночу молодіжну збірну України.

## Із біографії
Вихованка калинівської ДЮСШ «Авангард» 1995 року закінчила Вінницький державний педагогічний університет. Виступала за клуби «Галичанка» (Тернопіль), «Сєвєродончанка» (Сєвєродонецьк), «Медуніверситет» (Вінниця) і команди з Іспанії та Росії. Бронзова призерка чемпіонату України 2006 року
З 2010 року працює на кафедрі фізичного виховання Вінницького національного медичного університету, старший викладач. 2016 року захистила кандидатську дисертацію на тему «Особливості показників центральної гемодинаміки в залежності від параметрів будови тіла волейболісток різного амплуа» за спеціальністю нормальна анатомія..
З 2014 року — головний тренер волейбольної команди медуніверситету. Під її керівництвом вінницькі волейболістки здобули срібні нагороди чемпіонату України 2017 року. Влітку 2021 року клуб здобув перемогу на VII Всеукраїнському турнірі з волейболу у Тернополі. У сезоні 2021/2022 «Медуніверситет» повернувся до складу Суперліги (найвищого дивізіону українського волейболу).
Разом із сестрою Оленою Буртовою стала володаркою Кубка України 2019 року серед ветеранів у складі команди з Кам'янського.
Навесні 2022 року очолила молодіжну збірну України. У складі команди виступає донька Валерія.

## Клуби
| Роки      | Команди                          |
| --------- | -------------------------------- |
| 1995—1997 | «Галичанка» (Тернопіль)          |
|           | «Університет»                    |
| 2003—2004 | «Імпульс» (Волгодонськ)          |
| 2004—2009 | «Сєвєродончанка» (Сєвєродонецьк) |
| 20??—2020 | «Медуніверситет» (Вінниця)       |

## Галерея
Юлія Якушева (№ 3).

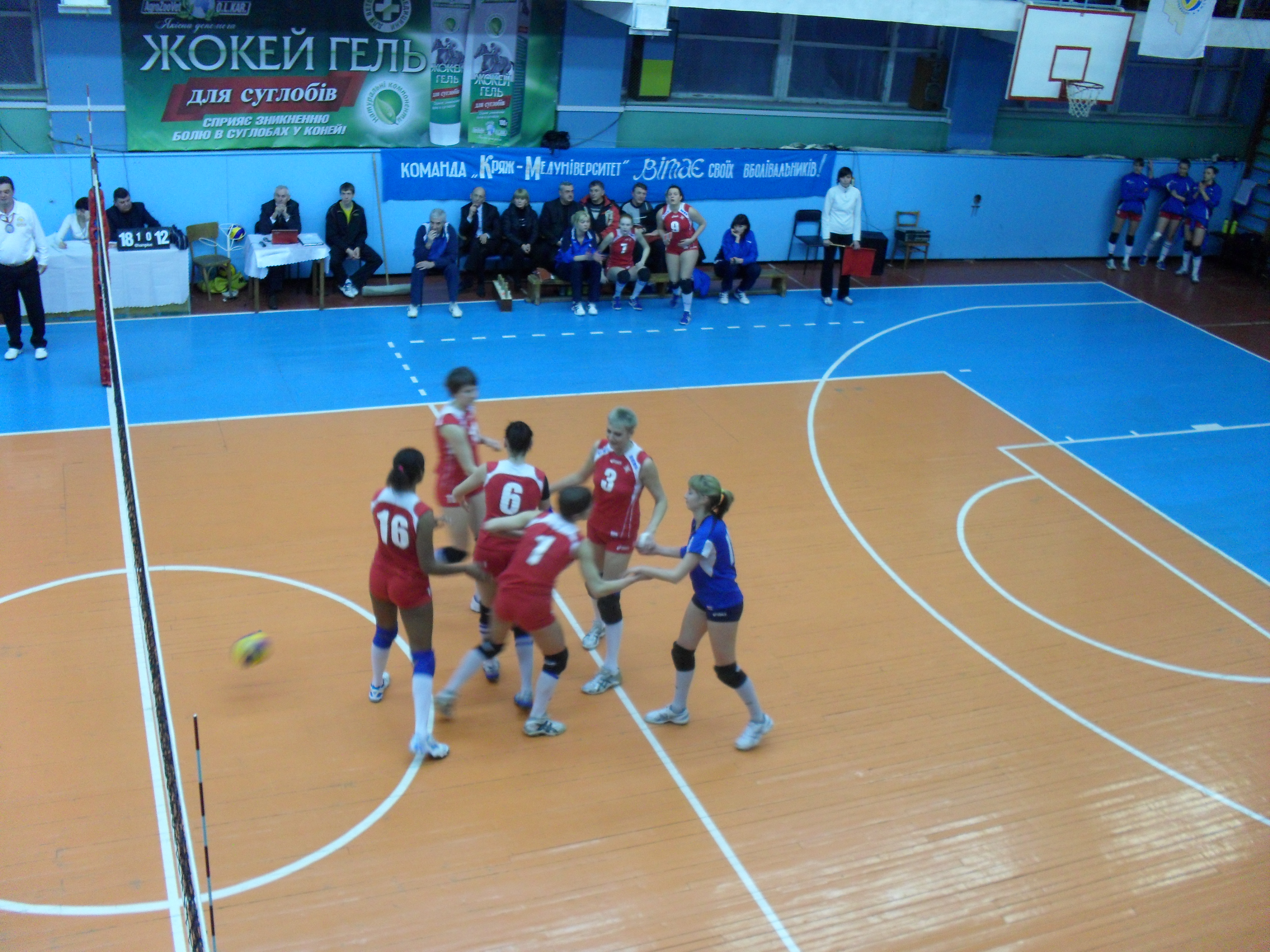
Під час матчу проти «Сєвєродончанки».
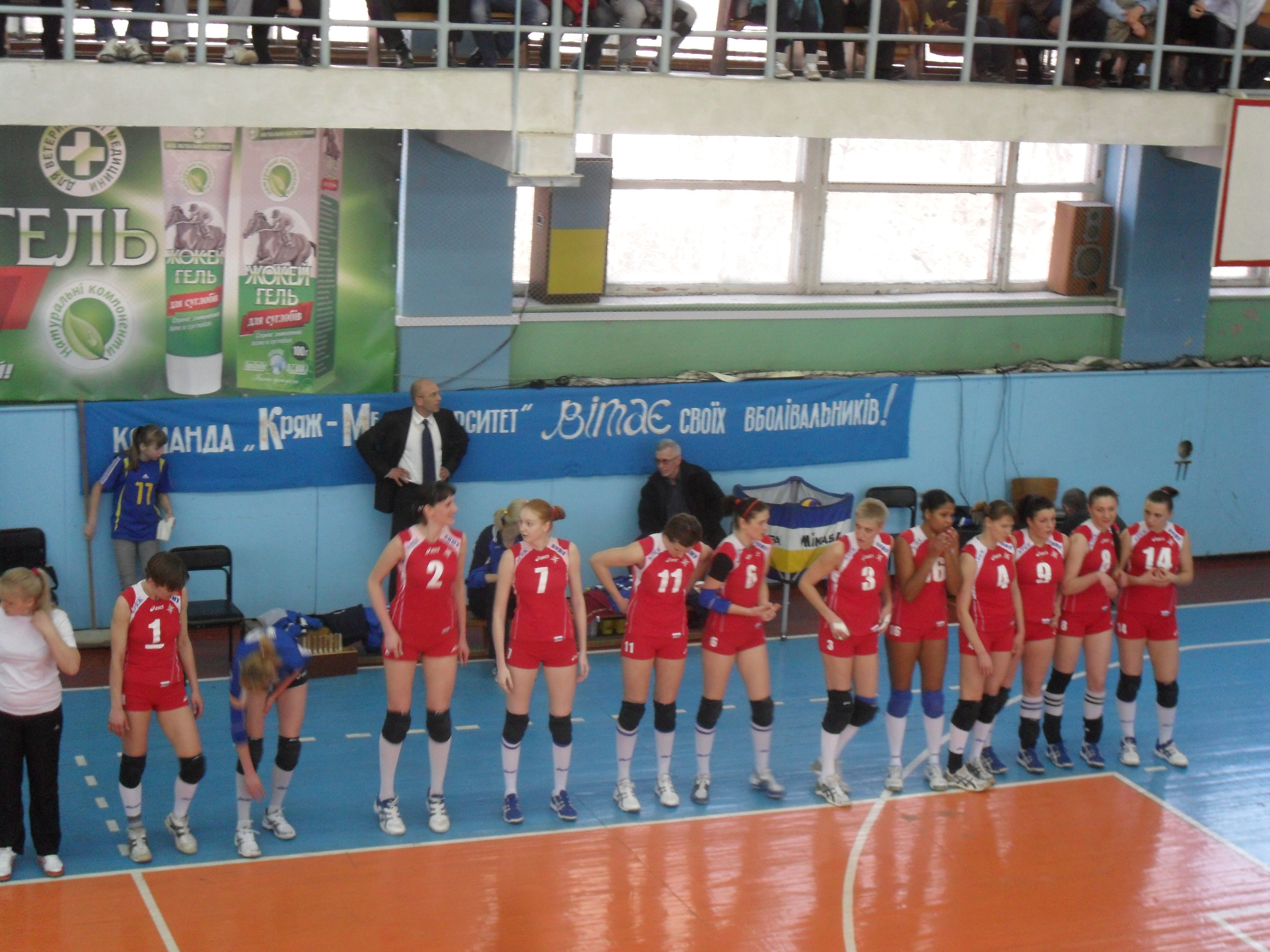
Перед матчем з командою «Континіум-Волинь-Університет».

.